# Терсді
Те́рсді (англ. Thursday Island, TI; Waiben) — острів у Торресовій протоці, розташований за 39 км на північ від півострова Кейп-Йорк (Австралія). Є адміністративним і комерційним центром Островів Торресової протоки.

## Географія
Острів має площу близько 3,5 км². Найвища точка — Мілман-Гілл, 104 м над рівнем моря (під час Другої світової війни — об'єкт оборони). Розташований на відстані 2182 км від Брисбену — столиці штату Квінсленд, 540 км від Порт-Морсбі — столиці Папуа Нової Гвінеї.

## Клімат
Острів знаходиться у зоні, котра характеризується кліматом тропічних саван. Найтепліший місяць — листопад із середньою температурою 28.3 °C (83 °F). Найхолодніший місяць — липень, із середньою температурою 25 °С (77 °F).
| Клімат о. Терсді        | Клімат о. Терсді | Клімат о. Терсді | Клімат о. Терсді | Клімат о. Терсді | Клімат о. Терсді | Клімат о. Терсді | Клімат о. Терсді | Клімат о. Терсді | Клімат о. Терсді | Клімат о. Терсді | Клімат о. Терсді | Клімат о. Терсді | Клімат о. Терсді |
| Показник                | Січ.             | Лют.             | Бер.             | Квіт.            | Трав.            | Черв.            | Лип.             | Серп.            | Вер.             | Жовт.            | Лист.            | Груд.            | Рік              |
| Абсолютний максимум, °C | 33               | 34               | 33               | 33               | 33               | 32               | 31               | 31               | 32               | 35               | 35               | 35               | 35               |
| Середній максимум, °C   | 30               | 29               | 29               | 29               | 28               | 28               | 27               | 27               | 28               | 30               | 31               | 31               | 29               |
| Середня температура, °C | 27               | 27               | 27               | 27               | 26               | 26               | 25               | 25               | 26               | 27               | 28               | 28               | 26               |
| Середній мінімум, °C    | 25               | 24               | 24               | 24               | 24               | 23               | 22               | 22               | 23               | 24               | 25               | 25               | 23               |
| Абсолютний мінімум, °C  | 19               | 20               | 20               | 20               | 20               | 19               | 16               | 19               | 18               | 20               | 22               | 20               | 16               |
| Норма опадів, мм        | 410              | 370              | 360              | 210              | 40               | 20               | 10               | 0                | 0                | 10               | 30               | 230              | 1740             |
| ----------------------- | ---------------- | ---------------- | ---------------- | ---------------- | ---------------- | ---------------- | ---------------- | ---------------- | ---------------- | ---------------- | ---------------- | ---------------- | ---------------- |
| Джерело: Weatherbase    |                  |                  |                  |                  |                  |                  |                  |                  |                  |                  |                  |                  |                  |

## Історія
Острів заселено протягом тисяч років меланезійцями Островів Торресової протоки, які назвали острів Вайбін (мовою аборигенів — «немає води» або «місце без води»), що, як вважають, було пов'язано з браком прісної води на острові.
У травні 1875 року місцевість на південному заході Терсді була визнана найкращим місцем, до якого може бути перенесено поселення з Кейп-Йорк. Поселення на острові всього лише на кілька миль віддалене від основних шляхів торгових суден на північ від Австралії та забезпечує високий рівень укриття та якірної стоянки. 16 липня 1875 року Департамент громадських робіт (англ. Department of Public Works) оголосив «Тендер на урядові будівлі, острів Терсді», а 29 червня 1876 року — «Тендер на перевезення матеріалів до острова Терсді» (близько 400 тонн вантажу). 6 жовтня 1876 року Департамент громадської землі (англ. Department of Public Lands) зарезервував острів Терсді для суспільних потреб. У грудні того ж року Терсді остаточно проголошено місцем нового поселення.
1877 року уряд Квінсленда створив на острові адміністративний центр Островів Торресової протоки. Адміністративні урядові установи було перенесено з Сомерсета (півострів Кейп-Йорк). Перший магістрат поліції на Терсді — Генрі Честер (з липня 1877 року до квітня 1885 року; з жовтня 1875 року був призначений магістратом поліції в Сомерсеті та зберіг свою посаду після перенесення адміністративного центру).
3 квітня 1883 року Честер прибув у Порт-Морсбі за дорученням сера Томаса МакІлрейза, прем'єр-міністра Квінсленда, та о 10-й ранку 4 квітня формально анексував Нову Гвінею й прилеглі острови від імені британського уряду, зачитавши прокламацію про приєднання територій до англійської корони. Однак британський уряд висловив своє роздратування діями Честера та відмовився їх визнавати, вбачаючи в цьому акті необґрунтований імперіалізм звичайної колонії, якою був Квінсленд.

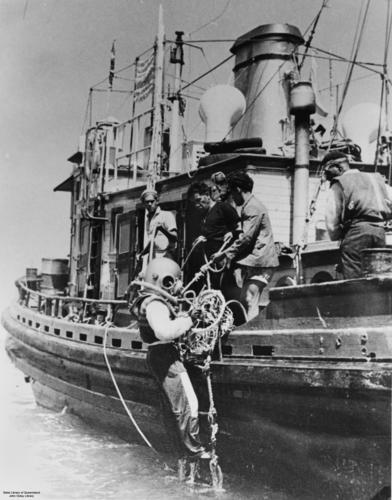
Збирач перлових черепашок. Острів Терсді, приблизно 1948 рік.

1883 року на острові базувалося більше 200 суден збирачів перлових черепашок (Pinctada maxima), які у вікторіанську епоху були відомі як «матір перлів». Самі перли траплялись не часто й невеликого розміру. 4 березня 1899 року циклон Магіна, який вдарив на південний схід від Терсді по східному узбережжю півострова Кейп-Йорк, зруйнував більшу частину флоту добувачів, які знайшли там притулок, та забрав багато життів. Оговтавшись від важких втрат, видобуток перламутру продовжував квітнути до 1905 року, коли Британська Співдружність стала переслідувати його в законодавчому порядку. Сумне нагадування про період видобутку перламутру — велике японське кладовище, яке поступається лише аналогічному кладовищу в Брумі, де поховано сотні японських збирачів.
Виправдовуючи свою місцеву назву («місце без води»), острів час-від-часу відчуває брак питної води через недостатність опадів. Так, у листопаді 1935 року повідомлялося про спорожнілі міські резервуари та лише триденні запаси питної води у форті.
27 січня 1942 року, після втрати Сінгапуру під час Другої світової війни, австралійський уряд видав наказ евакуювати всіх цивільних осіб із Терсді, який став військовою базою. Повернення цивільних осіб на острів почалося 1946 року.

## Фортифікаційні укріплення
У період між серпнем 1891 і травнем 1893 років через загрозу вторгнення Росії (внаслідок погіршення стосунків між Російською та Британською імперіями) в західній частині острова Терсді побудований форт Грін-Гілл (58 м над рівнем моря), який забезпечував оптимальний контроль основних морських шляхів. Виконував основні завдання до 1927 року.
1934 року Федеральний уряд оголосив тендер на знесення всіх будівель, що залишалися на місці старих казарм і в фортах Грін-Гілл і Мілман-Гілл (близько 17 споруд).
Під час Другої світової війни форт Грін-Гілл використовувався як станція бездротового зв'язку, а також як сигнальна станція. Нині форт є історичною спадщиною острова. 1994 року до його підземної частини перенесені експонати Музею Торресової протоки (англ. Torres Strait Museum).

## Населення
За переписом 2016 року населення острова становило 2938 осіб. Із загальної чисельності населення Терсді 68,6% (2020 осіб) були місцевими мешканцями (включаючи аборигенів і жителів Островів Торресової протоки), у порівнянні з 2,8% корінних мешканців в Австралії.

## Відомі особи, що відвідували острів

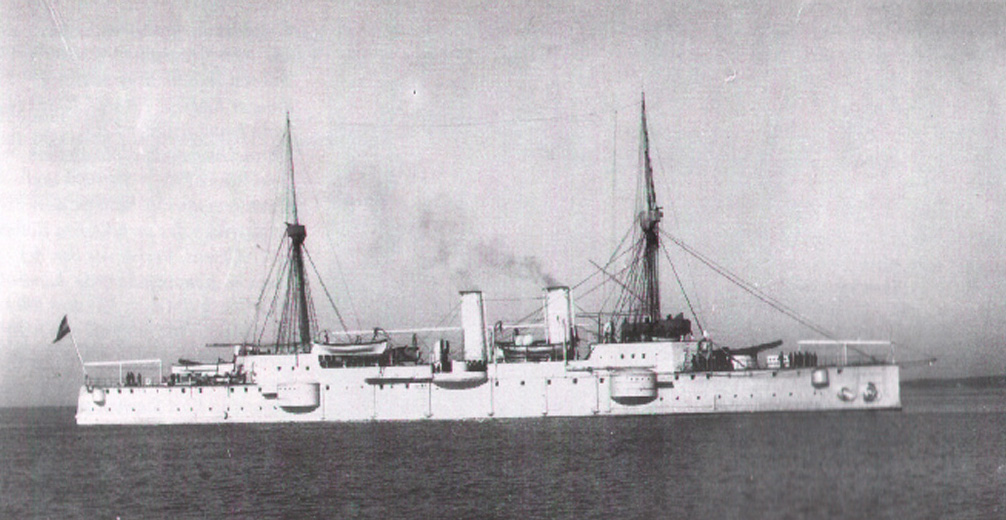
SMS (Seiner Majestät Schiff)

- Миклухо-Маклай Микола Миколайович — мандрівник, антрополог, етнограф, географ; дослідник народів Південно-Східної Азії, Австралії й Океанії:

1. липень 1878 року — повертаючись за рекомендацією лікарів із Сінгапура до Сіднея на королівському поштовому пароплаві «Somerset»[15];
2. квітень 1880 року — прибув на місіонерському пароплаві «Ellengowan», перебував на острові 6 днів[16]; на пароплаві «Corea» попрямував на південь до Брисбена[17];
3. 29 травня 1883 року — повертаючись до Сіднея на пасажирському пароплаві «Venice» після третьої подорожі на Берег Маклая[18].

- Франц Фердинанд — австрійський ерцгерцог:
6—9 травня 1893 року — під час навколосвітньої подорожі на шляху з Батавії до Сіднея на крейсері «Kaiserin Elisabeth»[de][19]. Саме тут спадкоємець Австрійської імперії вперше став на австралійську землю.